# Вилтов
Ви́лтов — хутор в Иловлинском районе Волгоградской области, в составе Логовского сельского поселения.
Население — 178 (2010)

## История
Дата основания не установлена. Хутор относился к юрту станицы Новогригорьевской Второго Донского округа Области Войска Донского (до 1870 года — Земля Войска Донского). Согласно переписи населения Российской империи 1897 года на хуторе проживали 421 мужчина и 488 женщин, из них грамотных: мужчин — 149, женщин — 18
Согласно Алфавитному списку населённых мест Области Войска Донского 1915 года на хуторе проживало 318 душ мужского и 348 женского пола, на хуторе имелись хуторское правление, школа.
В 1921 году в составе Второго Донского округа хутор включён в состав Царицынской губернии. С 1928 года — в составе Иловлинского района Сталинградского округа (округ ликвидирован в 1930 году) Нижневолжского края (с 1934 года — Сталинградский край). С 1935 года — в составе Логовского района Сталинградского края (с 1936 года — Сталинградской области). До 1954 года существовал Вилтовский сельсовет. В 1963 году в связи с ликвидацией Логовского района вновь включён в состав Фроловского района. В составе Иловлинского района — с 1965 года.

## Общая физико-географическая характеристика
Хутор расположен в степи, в 3,4 км от левого берега Дона, при озере Вилтовское. В пойме Дона сохранились островки пойменного леса. К северу и востоку от хутора простираются частично закреплённые Арчединско-Донские пески. Центр хутора расположен на высоте около 45 метров над уровнем моря. Почвы пойменные нейтральные и слабокислые.
По автомобильным дорогам расстояние до областного центра города Волгограда составляет 110 км, до районного центра города Иловля — 37 км, до административного центра сельского поселения села Лог — 12 км. В районе хутора на реке Дон расположена паромная переправа к станице Новогригорьевской
Часовой пояс
Вилтов, как и вся Волгоградская область, находится в часовой зоне МСК (московское время). Смещение применяемого времени относительно UTC составляет +3:00.

## Население
Динамика численности населения по годам:
| 1873 | 1897 | 1915 | 1987 | 2002 |
| ---- | ---- | ---- | ---- | ---- |
| 567  | 909  | 666  | ≈210 | 225  |

| 2010 |
| ---- |
| 178  |